# Johannes Sonntag
Johannes Sonntag (* 1863 in Rochlitz; † 1945 in Regensburg) war ein deutscher Apotheker und Homöopath.

## Leben
Johannes Sonntag übernahm am 1. November 1891 die Engel-Apotheke in Regensburg.
Zusammen mit dem Alternativmediziner Theodor Krauß entwickelte er ab 1917 in Abwandlung der Spagyrik und Elektrohomöopathie die nach seinen Initialen benannte JSO-Spagirik oder JSO-Komplex-Heilweise nach Krauß.
Von 1919 bis 1922 war er Vorsitzender der Sektion Regensburg des Deutschen und Österreichischen Alpenvereins.